# Bescheid
Ein Bescheid ist ein offizielles Schriftstück, das die individuell-konkrete Anordnung oder Feststellung einer Behörde oder eines Gerichts beinhaltet. Die genaue Bedeutung unterscheidet sich je nach Rechtsordnung. 
In der Umgangssprache versteht man für nicht-staatliche Kontexte unter „Bescheid“ jedoch eine Nachricht oder Auskunft („jemandem Bescheid sagen/geben“) oder Kenntnis („Bescheid wissen“).

## Deutschland
Ein Bescheid muss nach deutschem Verwaltungsrecht mindestens einen Verwaltungsakt enthalten, was als wesentliche Komponente ihn von sonstigen Schriftstücken der Verwaltung unterscheidet, die informatorischer, auffordernder, vorbereitender oder sonstiger Natur sein können. 
Umgangssprachlich wird der Begriff Bescheid gleichbedeutend mit Verwaltungsakt verwendet, dies ist jedoch unpräzise:
- Ein Bescheid muss mindestens einen und kann beliebig viele Verwaltungsakte enthalten, was der Regelung oder Feststellung eines Rechtsverhältnisses dient.
- Zusätzlich kann der Bescheid weitere Komponenten enthalten wie Hinweise, Belehrungen oder Fragebögen, die keine Verwaltungsaktqualität haben
- Verwaltungsakte hingegen können auch in anderer als in Bescheidform erlassen werden: z. B. mündlich, nonverbal (Handzeichen eines Polizisten als Haltegebot), gegenständlich (Verkehrsschild mit Stopp-Zeichen oder Visumaufkleber im Reisepass) oder sonst schriftlich (Ernennungsurkunde eines Amtsträgers).

### Form und Inhalt
Der Bescheid erfolgt als Dienstschreiben in Schriftform oder elektronischer Form und enthält als Mindestinhalt die Erlassformel („die Gemeinde X erlässt folgenden Bescheid“), den Tenor (Verfügung, Entscheidung oder andere hoheitliche Maßnahme gemäß § 35 Abs. 1 VwVfG), die Begründung (§ 39 VwVfG, § 121 AO, § 35 SGB X), die Rechtsbehelfsbelehrung sowie oft Unterschrift und Dienstsiegel. Der Bescheid schließt in der Regel das Verwaltungsverfahren ab (§ 9 VwVfG). Ein Bescheid, der schriftlich oder elektronisch erlassen worden ist, die erlassende Behörde aber nicht erkennen lässt, ist nichtig (§ 44 Abs. 2 Nr. 1 VwVfG).

### Arten
Viele Verwaltungsakte werden Bescheid genannt; das Kompositum „Bescheid“ enthält im Grundwort meist den Hinweis auf das Sachgebiet (etwa Steuerbescheid). Dazu gehören insbesondere Beitragsbescheid (§ 168 SGB VII, § 31 SGB X), Bewilligungsbescheid (§ 50 BAföG, § 24 Abs. 3 WoGG), Bußgeldbescheid (§ 65 OWiG, Inhalt § 66 OWiG), Erschließungsbeitragsbescheid (§ 127 Abs. 1 BauGB), Genehmigungsbescheid (§ 10 Abs. 7 BImSchG), Leistungsbescheid (§ 3 Abs. 2a VwVG), Mahnbescheid (§ 688 ZPO, Inhalt § 692 ZPO), Rentenbescheid (§ 36 SGB VI, § 236 SGB VI), Steuerbescheid (§ 155 Abs. 1 AO, § 177 AO) oder Widerspruchsbescheid (§ 73 VwGO).
Ordnungswidrigkeiten werden durch Bußgeldbescheid geahndet. Auf der Grundlage des Mahnbescheids erlässt das Gericht auf Antrag einen Vollstreckungsbescheid (§ 699 ZPO). Der Bauvorbescheid ist eine bindende, befristete, schriftliche Erklärung der unteren Bauaufsichtsbehörde, dass einem Bauvorhaben in bestimmten Einzelfragen das geltende öffentliche Baurecht nicht entgegensteht. Der Vorbescheid ist keine bloße Zusicherung, sondern eine vorweggenommene Entscheidung. Der heute in der Bürokratie verallgemeinerte Begriff Zwischenbescheid stammt ursprünglich aus § 22 Abs. 5 BauGB. Kann hiernach die Prüfung eines Antrags in der hierfür vorgesehenen Zeit nicht abgeschlossen werden, ist die Frist vor ihrem Ablauf in einem dem Antragsteller mitzuteilenden Zwischenbescheid um den Zeitraum zu verlängern, der notwendig ist, um die Prüfung abschließen zu können.

## Österreich
Ein Bescheid ist die im österreichischen Verfassungsrecht vorgesehene Regelform für Verwaltungsakte. Im Einzelnen handelt es sich dabei um einen individuellen hoheitlichen, im Außenverhältnis (also von der Behörde zum Normunterworfenen) ergehenden normativen Verwaltungsakt, der in einem besonderen Verfahren und in bestimmter Form ergeht.
Diese Bescheidmerkmale unterscheiden ihn auch wesentlich von den übrigen Rechtsakten:
- So handelt es sich dabei immer um einen Akt der Staatsfunktion Verwaltung, niemals aber der Gesetzgebung oder der Gerichtsbarkeit.
- Der Bescheid unterscheidet sich des Weiteren von behördlichen Auskünften oder Urkunden durch seinen normativen Gehalt, der also verbindlich Rechtsverhältnisse feststellt oder gestaltet.
- Ein Bescheid ergeht überdies stets im Rahmen der Hoheits-, nie in jenem der Privatwirtschaftsverwaltung im Sinne des Art. 17 Bundes-Verfassungsgesetz (B-VG).
- Von der Weisung unterscheidet sich der Bescheid darin, dass er im Außenverhältnis ergeht, also nicht nur innerhalb des Verwaltungsapparats wirkt.
- Auch ist er von Akten unmittelbarer verwaltungsbehördlicher Befehls- und Zwangsgewalt (z. B. Festnahme) zu trennen, da der Bescheid eben in einem bestimmten Verfahren (z. B. mit Recht auf Parteiengehör) und in bestimmter Form (in der Regel schriftlich, in einigen Fällen aber auch mündlich) erzeugt wird.
- Schließlich handelt es sich um einen individuellen (also in einem Einzelfall entscheidenden) Akt, was den Bescheid von der (Rechts-)Verordnung unterscheidet.
- Von Teilen der Wissenschaft wird als zwingendes Element eines Bescheides Rechtskraftfähigkeit verlangt, doch handelt es sich dabei wohl eher um eine Rechtswirkung.

Zu beachten ist, dass sich in Details der verfassungsrechtliche Bescheidbegriff des Bundes-Verfassungsgesetzes (B-VG) von dem des Allgemeinen Verwaltungsverfahrensgesetzes (AVG) unterscheiden kann. Es ist aber allgemein von einer sehr engen Verwandtschaft der beiden Begriffe auszugehen.
Die Qualifizierung eines Rechtsaktes als Bescheid ist im österreichischen Recht deshalb von so eminenter Bedeutung, weil das im Bundes-Verfassungsgesetz vorgegebene Rechtsschutzsystem des öffentlichen Rechts an diesen Begriff anknüpft. So ist nur gegen einen Bescheid eine Bescheidbeschwerde gemäß Art. 130 Abs. 1 Z 1 B-VG wegen behaupteter Rechtswidrigkeit oder eine Säumnisbeschwerde gemäß Art. 130 Abs. 1 Z 3 B-VG wegen nicht fristgerechter Entscheidung der Verwaltungsbehörde an das Verwaltungsgericht erhoben werden. Aus dieser engen Anbindung an die Systematik des öffentlich-rechtlichen Rechtsschutzes ergibt sich in Kombination mit dem Rechtsstaatsprinzip auch, dass hoheitliche Eingriffe in subjektive Rechte der Bürger als Rechtsunterworfenen prinzipiell nur in Bescheidform ergehen dürfen.
Keine Bescheide sind Akte der unmittelbaren verwaltungsbehördlichen Befehls- und Zwangsgewalt, die kein förmliches Verfahren voraussetzen und für die ein eigenes Rechtsschutzssystem (Art. 130 Abs. 1 Z 2 B-VG) existiert.
Durch die Verwaltungsgerichtsbarkeits-Novelle 2012 wurde das Rechtsschutzsystem etwas flexibilisiert, wonach gemäß Art. 130 Abs. 2 Z 1 B-VG die Gesetze den Verwaltungsgerichten auch die Entscheidung über Beschwerden gegen sonstiges Verhalten übertragen können.

### Wesentliche Bescheidmerkmale
Absolut nichtig (also im Rechtssinn nie ergangen) ist ein Bescheid dann, wenn eines der sogenannten wesentlichen Bescheidmerkmale fehlt:
1. Der Bescheid muss einen konkreten Adressaten haben (z. B. eine bestimmte Person).
2. Der Bescheid muss durch eine Behörde erlassen worden sein.
3. Die Person, die den Akt jeweils genehmigt oder versagt, muss dazu hinreichend ermächtigt worden sein.
4. Der Bescheid muss ordnungsgemäß unterfertigt sein.
5. Der Bescheid muss einen normativen Gehalt aufweisen, also einen konkreten Spruch (denn nur dieser kann rechtskräftig werden).
6. Gelegentlich wird in der Rechtsprechung auch die Verwendung der zulässigen Staatssprache verlangt.
7. Die bescheiderlassende Behörde muss erkennbar sein.

### Arten von Bescheiden
Bescheide können nach folgenden Kriterien eingeteilt werden:
- nach dem Inhalt:
  - materiellrechtliche Bescheide
  - verfahrensrechtliche Bescheide
- nach der konkreten Rechtsfolge:
  - Leistungsbescheide
  - Rechtsgestaltungsbescheide
  - Feststellungsbescheide.

Das österreichische Verwaltungsrecht kennt auch Mandatsbescheide sowie Teil- und Zwischenbescheide.
Dinglich wirkende Bescheide entfalten ihre Rechtswirkungen nicht nur gegenüber einem aktuellen Liegenschaftseigentümer, sondern auch gegenüber allen späteren Eigentümern. Bei der dinglichen Wirkung eines Bescheides handelt es sich somit um eine durch das (Materien-)Gesetz angeordnete, über die Bescheidadressaten hinausgehende Rechtswirkung eines Bescheides. Dieses besondere Rechtsinstrument muss im jeweiligen (Materien)gesetz auch ausdrücklich für erlassene Bescheide normiert sein. Da in den (Materien)gesetze nicht differenziert wird, ob der spätere Eigentümer sein Eigentum originär oder derivativ erhalten hat, hat dies zur Folge, dass die dingliche Wirkung nach diesen Bestimmungen auch beim Erwerb einer Liegenschaft durch Zuschlag in einem Zwangsversteigerungsverfahren weiter besteht.

### Inhalt und Form
Ein Bescheid muss ausdrücklich als solcher bezeichnet werden. Bei schriftlichen Bescheiden muss die erlassende Behörde ausdrücklich genannt und ein Datum enthalten sein. (Dieses Datum ist rechtlich allerdings von keiner besonderen Relevanz, weil es etwa beim Fristenlauf nur auf den Zeitpunkt der Zustellung ankommt.) Der Bescheid muss außerdem einen Spruch beinhalten, der den Willen der Behörde (inklusive etwaiger Bedingungen, Befristungen, Auflagen oder Widerrufsvorbehalte) verbindlich zum Ausdruck bringt und alle (wesentlichen) angewendeten Gesetzesbestimmungen sowie eventuell eine Entscheidung über die Verfahrenskosten enthält.
Auch eine Begründung darf in einem Bescheid nicht fehlen, sofern dem Standpunkt des Adressaten (z. B. dem Antrag) nicht vollinhaltlich entsprochen wird. Berufungsentscheidungen müssen jedenfalls begründet werden, nicht aber Vorladungsbescheide oder (verwaltungsbehördliche) Strafverfügungen. Die Begründung hat die Ergebnisse des Ermittlungsverfahrens (= den festgestellten Sachverhalt) zu enthalten und die aufgenommenen Beweise zu würdigen. Auch Ermessensentscheidungen sind zu begründen, um dem Legalitätsprinzip des Art. 18 B-VG zu entsprechen. Die Begründung ist allerdings nicht verbindlich (im Gegensatz zum Spruch, der in Rechtskraft erwächst).
Jeder Bescheid muss auch eine Rechtsmittelbelehrung enthalten, also eine Information über die zulässigen Rechtsmittel.

### Art der Erlassung/Bekanntgabe
Bescheide dürfen erlassen werden:
- schriftlich (das ist der Regelfall – manche Materiengesetze gebieten sogar die Schriftlichkeit bei sonstiger Nichtigkeit),
- mündlich (in diesem Fall müssen Inhalt und Verkündung aber schriftlich beurkundet werden, etwa in der Verhandlungs- oder in einer besonderen Niederschrift; außerdem muss die Rechtsmittelbelehrung auch den Hinweis darauf enthalten, dass innerhalb von drei Tagen ab Bekanntgabe die Zustellung einer schriftlichen Ausfertigung verlangt werden kann – wird dies verlangt, beginnt die Berufungsfrist erst mit der Zustellung der schriftlichen Bescheidausfertigung zu laufen; wird keine Zustellung einer schriftlichen Ausfertigung verlangt, läuft die Berufungsfrist schon ab der Verkündung),
- durch Auflage zur allgemeinen Einsicht (dies allerdings nur im Agrarverfahren).

### Zivilprozessordnung
Die Zivilprozessordnung bezeichnet schriftliche Ausfertigungen von Gerichtsbeschlüssen auch als Bescheid (§ 427 ZPO). Diese sind von den Bescheiden im Sinne des Verwaltungs- und Verfassungsgerichts strikt zu unterscheiden.

### Geschichte
Historisch war in Österreich ab dem 18. Jahrhundert ein Bescheid eine Entschließung des Monarchen oder eine Verordnung von einer Wiener Dienststelle zu einer anderen.

### Deutschland
- Harald Hofmann, Jürgen Gerke: Allgemeines Verwaltungsrecht mit Bescheidtechnik, Verwaltungsvollstreckung und Rechtsschutz. 10. Auflage, Kohlhammer, ISBN 978-3-555-01510-1.
- Linhart:  'Der Bescheid' Form, Aufbau und Inhalt – Eine Arbeitshilfe für die öffentliche Verwaltung, 5. Aufl. 2017, Verlagsgruppe Huethig Jehle Rehm GmbH, München, ISBN 978-3-7825-0537-6
- Christian Steinweg: Zeitlicher Regelungsgehalt des Verwaltungsaktes, 1. Auflage, Berlin 2006, ISBN 3-428-12143-0

### Österreich
- Günther Winkler: Der Bescheid, Verlag Manz, Wien 1989, ISBN 978-3-214-06245-3
- Walter/Mayer: Grundriss des österreichischen Verwaltungsverfahrensrechts, Verlag Manz, Wien 2003, ISBN 978-3-214-18434-6
- Hengstschläger/Leeb: Kommentar zum Allgemeinen Verwaltungsverfahrensgesetz, Manz Verlag, Teilband 1 (§§ 1–36 AVG) Wien 2004 (ISBN 978-3-214-00170-4), Teilband 2 (§§ 37–62 AVG) Wien 2005 (ISBN 978-3-214-00171-1), Teilband 3 (§§ 63–67h AVG) Wien 2007 (ISBN 978-3-214-00172-8)